# Фридерик Опіц

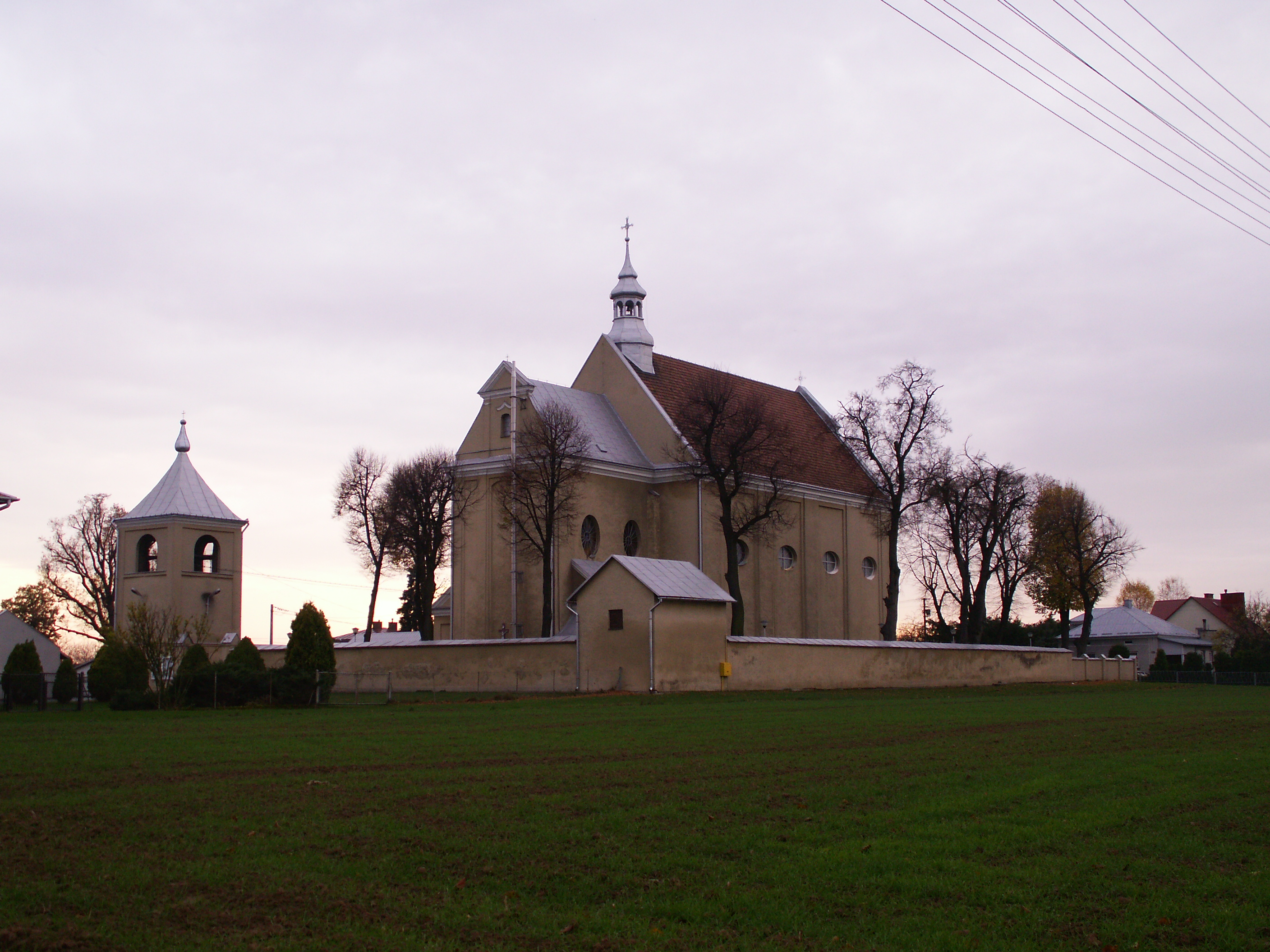
Костьол Св. Онуфрія в Лонці

Фридерик Опіц (Fryderyk Opitz, vel Opisz, Opitsz) — придворний архітектор Павла Карла Санґушка у 1726–1750 роках. Поступив на службу у Гродні 29 вересня 1726 року в званні поручника, в 1730-х роках дослужився до капітана. Мешкав у Дубному, звідки 1746 року відіслав дружину до Заслава. Згодом міг також працювати для Януша Санґушка (костьол оо. Капуцинів у Острозі — ?). У 1735 й у наступні роки керував ремонтом двору кн. Санґушків у Білогородці. 1736 року надісланий для нагляду за копальнею срібла у Навойовійpl. Протягом 1738–1742 років збудував костьол у Лонціpl. Міг бути причетним до спорудження костьолу оо. Бернардинів у Тарнові, ремонту палацу кн. Заславських у Заславі (1740–1745), спорудження будинків на дворі кн. Санґушків у Заславі, ремонту Старозаславського замку. Востаннє отримував платню у 1750 році. Ймовірно був родичем архітектора Яна Опіца, будівничого костьола оо. Капуцинів у Розвадові.